# جيرارد أوري
جيرارد أوري (29 أبريل 1919 - 20 يوليو 2006) كان ممثل، كاتب ومخرج فرنسي.

## وصلات خارجية
- جيرارد أوري على موقع IMDb (الإنجليزية)
- جيرارد أوري على موقع مونزينجر (الألمانية)
- جيرارد أوري على موقع ألو سيني (الفرنسية)
- جيرارد أوري على موقع أول موفي (الإنجليزية)
- جيرارد أوري على موقع قاعدة بيانات الأفلام السويدية (السويدية)
- جيرارد أوري على موقع قاعدة بيانات الفيلم (الإنجليزية)
- جيرارد أوري على موقع كينوبويسك (الروسية)